# Hamdullahi
Hamdullahi, també Hamdallahi o Hamdallaye (de l'àrab: حمد الله, ḥamd Allāh, literalment ‘lloança de Déu’), fou una ciutat de la regió de Mopti, a Mali. Fou fundada al voltant de 1820 per Seku Amadu, que la convertí en la capital de l'Imperi fula de Macina al llarg del segle xix.
El 16 de març de 1862 la ciutat va caure en mans del conqueridor tuculor Al-Hadjdj Umar Tall, després de tres batalles importants que van costar més de 70.000 vides. Umar Tall va destruir la ciutat, marcant el final efectiu de l'Imperi de Macina.
Les ruïnes de la ciutat abandonada són uns 21 km al sud-est de Mopti, a un lloc situat a l'est del riu Bani i cap a l'oest de la plana de Bandiagara.
La ciutat estava encerclada per muralles de tova i cobria una àrea de 244 hectàrees. Les muralles de la ciutat i alguns carrers encara són clarament visibles en imatges de satèl·lit proporcionades per Google. La mesquita i el palau de Seku Amadu van ser localitzats una al costat de l'altre en el centre de la ciutat. Estaven també construïts de toves excepte les muralles que tancaven el palau, que eren de pedra. La mesquita ha estat reconstruïda i reoberta el 2004.